# Universidad Internacional Libre de Guido Carli
La Universidad Internacional Libre de Guido Carli (en italiano: Libera Università Internazionale degli Studi Sociali "Guido Carli") es una universidad italiana localizada en Roma. Sus orígenes se encuentran en el  Instituto de Estudios Superiores Pro Deo, fundado por el padre Félix Andrew Morlion y por monseñor Antonio de Angelis en 1946, y convertida en 1948 en la Universidad Internacional de los Estudios Sociales "Pro Deo". La universidad se articula en tres facultades: Economía, Derecho y Ciencia Política que comprenden cursos de licenciatura y doctorado. Desde 1994 la universidad es dedicada a la memoria de Guido Carli, que fue presidente de 1978 hasta 1993.

## Historia
Tiene sus orígenes en el "Instituto de Estudios Superiores Pro Deo", fundado por el padre Félix Andrew Morlion y por monseñor Antonio de Angelis en 1946 y convertido en 1966 la Universidad Internacional Libre "Pro Deo". En 1974 un grupo de empresarios encabezado por Umberto Agnelli - hermano de Gianni Agnelli y en aquel momento presidente del Grupo Fiat- decide invertir recursos humanos y financieros para un proyecto innovador de formación de una nueva clase de dirigente.
Al Consejo de Administración de la Universidad se adhieren importantes grupos industriales estatales, privados y empresas del sector financiero.
En el año 1977 la Universidad cambia oficialmente el nombre a LUISS – Libera Università Internazionale degli Studi Sociali. Un año después, el que era en ese momento presidente de Confindustria (Confederación Industrial Italiana), Guido Carli, asume la presidencia de la Universidad. Desde entonces mantiene una rigurosa selección de ingresos, número programado de estudiantes y los planes de estudio en línea con las exigencias del mercado. En 1982 se amplía, incorporando Economía y Ciencias Políticas y se agrega la Facultad de Derecho. En 1994, el Consejo de Administración de la Universidad decide cambiarle el nombre para dedicarla a la memoria de Guido Carli.

## Personas relacionadas con la Universidad

### Presidentes
- Félix Andrew Morlion, desde la constitución hasta el 31 de octubre de 1975 ("Pro Deo" y "LUISS")
- Carlo Ferrero, desde el 1° noviembre de 1975 hasta el 31 de octubre de 1978 ("LUISS")
- Guido Carli, desde el 1° noviembre de 1978 hasta el 23 april 1993
- Luigi Abete, desde el 1° noviembre de 1993 hasta el 18 de julio de 2001
- Antonio D'Amato, desde el 18 de julio de 2001 hasta el 20 de diciembre de 2004
- Luca Cordero di Montezemolo, desde el 20 de diciembre de 2004 hasta el 25 de julio de 2010
- Emma Marcegaglia, desde el 16 de julio de 2010

### Rectores
- Roberto Lucifredi, desde el 1° noviembre de 1966 hasta el 27 de julio de 1974 ("Pro Deo")
- Giuseppe Mira, desde el 1° noviembre de 1974 hasta el 31 de octubre de 1977 ("Pro Deo" e "LUISS")
- Rosario Romeo, desde el 1° noviembre de 1978 hasta el 16 de julio de 1984 ("LUISS")
- Carlo Luigi Scognamiglio, desde el 1° noviembre de 1984 hasta el 18 de junio de 1992
- Mario Arcelli, desde el 16 de julio de 1992 hasta el 30 de septiembre de 2002
- Adriano De Maio, desde el dal 1° octubre de 2002 hasta el 16 de junio de 2005
- Marcello Foschini, desde el 16 de junio de 2005 hasta el 30 de septiembre de 2006
- Massimo Egidi, desde el 1° octubre de 2006

### Alumnos
- Rosy Bindi (político)
- Daniele Capezzone (político)
- Fabio Caressa (periodista)
- Lorenzo Cesa (político)
- Raffaele De Mucci (jurista, sociólogo y politólogo)
- Cristina Fantoni (periodista)
- Giovanni Floris (periodista)
- Gerardo Greco (periodista)
- Massimo Moratti (Presidente Internazionale F.C. y CEO de Saras)
- Paola Rivetta (periodista)
- Dario Scannapieco (Vicepresidente de BEI))
- Andrea Sarubbi (periodista y político)
- Rosella Sensi (CEO de AS Roma)